# 熊谷大
熊谷 大（くまがい ゆたか、1975年2月16日 - ）は、日本の政治家。宮城県利府町長（2期）。元参議院議員（1期）。松下政経塾出身。

## 経歴
宮城県仙台市生まれ。仙台市立高砂小学校、仙台市立高砂中学校、宮城県仙台東高等学校（英語科）を経て、八千代国際大学（現・秀明大学）政治経済学部卒業し、東北大学大学院（国際文化研究科アメリカ研究講座）修了。高校時代には、アメリカ合衆国オレゴン州のハイスクールに1年間の留学経験がある。
起業家、フリーター、コンピューターグラフィックス・デザイナーなどを経験した。また、中学校教員（英語科講師）として、仙台市立中野中学校、同中山中学校、同三条中学校に勤務した。その後、松下政経塾に入塾し、2010年3月に卒塾（第28期生）した。
2010年1月、公募により自由民主党の公認国会議員候補に決定した。同年7月に行われた第22回参議院議員通常選挙において神道政治連盟の支援を受け宮城県選挙区から出馬し、定数2の同区でトップ当選した。
2015年12月25日、地方・消費者問題に関する特別委員会委員長に内定。2016年1月4日に委員長に就任した。同年6月公示の第24回参議院議員通常選挙に出馬するが、民進党候補の桜井充に敗れ落選。
2017年12月、利府町長選挙（2018年2月13日告示、18日投開票）への出馬を表明。小学校給食費の無料化などを公約した。5期務めた鈴木勝雄町長の町政継承を掲げてその支援を受け、2018年2月18日の町長選で元町議の羽川喜冨、元町議の吉田裕哉、元町職員の新人らを破り初当選した。
2020年11月18日、役場応接室で仙台市の団体職員男性と面会。11月24日に男性の新型コロナウイルス陽性が判明。男性は11月20日にコロナ感染が判明した大崎市長の伊藤康志との濃厚接触者だった。熊谷は25日にPCR検査を行い、26日に感染が確認された。
2022年2月6日投開票の町長選挙で元衆議院議員の加納三代を大差で破り再選。

## 政策・主張

### 東日本大震災

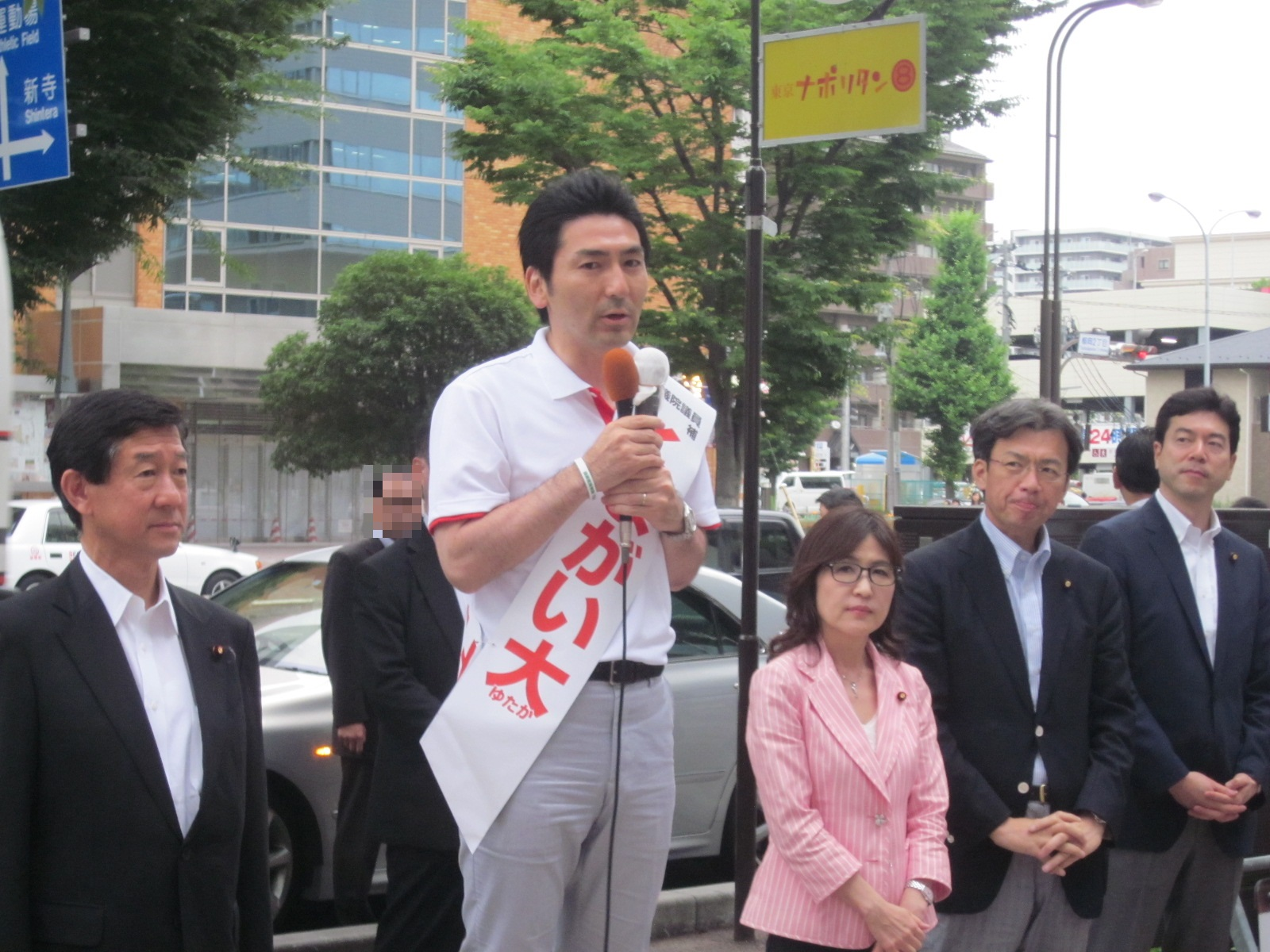
第24回参議院選挙で街頭演説する熊谷（応援弁士は左から伊藤信太郎、稲田朋美、秋葉賢也、愛知治郎）

2011年4月12日、文教科学委員会で学校施設について質疑。学校施設が東日本大震災で避難所として機能した際に体を洗う施設や食料の確保の面で不備があった点を指摘し、施設を造り直す際には避難所施設としての機能を強化するように求めた。
2012年10月18日、東日本大震災復興予算が被災地以外の事業に流用されている問題を質疑するため、決算委員会に田中慶秋法務大臣の出席を求めていたが、田中が「公務」「体調不良」を理由に委員会を欠席したため、終日質疑に立てない事態が発生した。田中は出席要求を拒否して招請を受けていない会合への参加を優先したため批判が集中し、熊谷も「復興に対する士気をくじかれた」と批判した。
2015年2月9日、決算委員会で被災児童のメンタルケアについて質疑。トラウマにより児童の不登校者が増加している点を挙げ、スクールカウンセラーや養護教諭の加配措置が単年度制のため長期的なカウンセリングが行えない点を指摘し、長期間の加配措置を実施するように求めた。また、給付型奨学金制度が廃止されたため、貸与型奨学金を受けた被災者の就業後の経済的負担が増加している点について問題提起した。

### 領土問題
2010年10月21日、法務委員会で尖閣諸島中国漁船衝突事件について質疑。「中国人船長を処分保留で釈放したことで日中関係が悪化した」と指摘し、中国が尖閣諸島の領有権主張を正当化する「悪しき前例になる」として菅内閣の対応を批判した。
2011年9月、三原じゅん子、宇都隆史、岩井茂樹、上野通子と共に国境地域の安全保障視察のため対馬を訪問。海上自衛隊対馬駐屯地の周辺地が韓国資本に買い占められている現状を視察した。
2012年2月22日、「竹島の日」記念式典に出席。式典に先立ち菅義偉、小泉進次郎、柴山昌彦らと共に街頭演説会を開催し竹島問題の解決を訴え、翌2013年の式典にも出席した。

### 外交
2011年4月23日、日本ウイグル国会議員連盟の設立に参加し、中国のウイグル人弾圧問題に取り組んでいる。
2013年4月8日、自民党青年局長代理として、小泉進次郎、松本洋平と共に台北経済文化代表処を訪問。3月に発生した南投地震への義援金85万円を贈呈した。

### 受動喫煙問題
受動喫煙防止を目的に飲食店などの建物内を原則禁煙とする健康増進法改正に反対。
2016年の参院選に先駆けて行われた受動喫煙防止についての公開アンケートにおいて、レストランやバーを含む一般市民が出入りする場所は、2020年までに「罰則なしの分煙とするべきである」と回答している。

## 所属団体・議員連盟
- 神道政治連盟国会議員懇談会[26]
- みんなで靖国神社に参拝する国会議員の会[26]
- 伝統と創造の会
- TPP交渉における国益を守り抜く会
- 日本ウイグル国会議員連盟

## 人物
趣味は、ギターとスノーボードであり、剣道は二段の腕前である。また、温泉巡りと読書も好んでいる。
家族は妻と子供2人。利府町に在住している。

## 著書

### 寄稿
- 自民党国家戦略本部（編）『日本未来図2030』、日経BP社、2014年12月、ISBN 4822225194